# Raniero da Pavia
Raniero da Pavia (zm. 1183) – włoski kardynał.
O jego życiu przed nominacją wiadomo tylko tyle, że pochodził z Pawii i uzyskał tytuł magistra na którymś z uniwersytetów. W 1175 papież Aleksander III mianował go kardynałem diakonem San Giorgio in Velabro. Uczestniczył w papieskiej elekcji 1181. W grudniu 1182 został promowany do rangi prezbitera Santi Giovanni e Paolo. Podpisywał bulle papieskie między 25 maja 1175 a 16 maja 1183, jego następca został mianowany w marcu 1185.